# Eggcorn

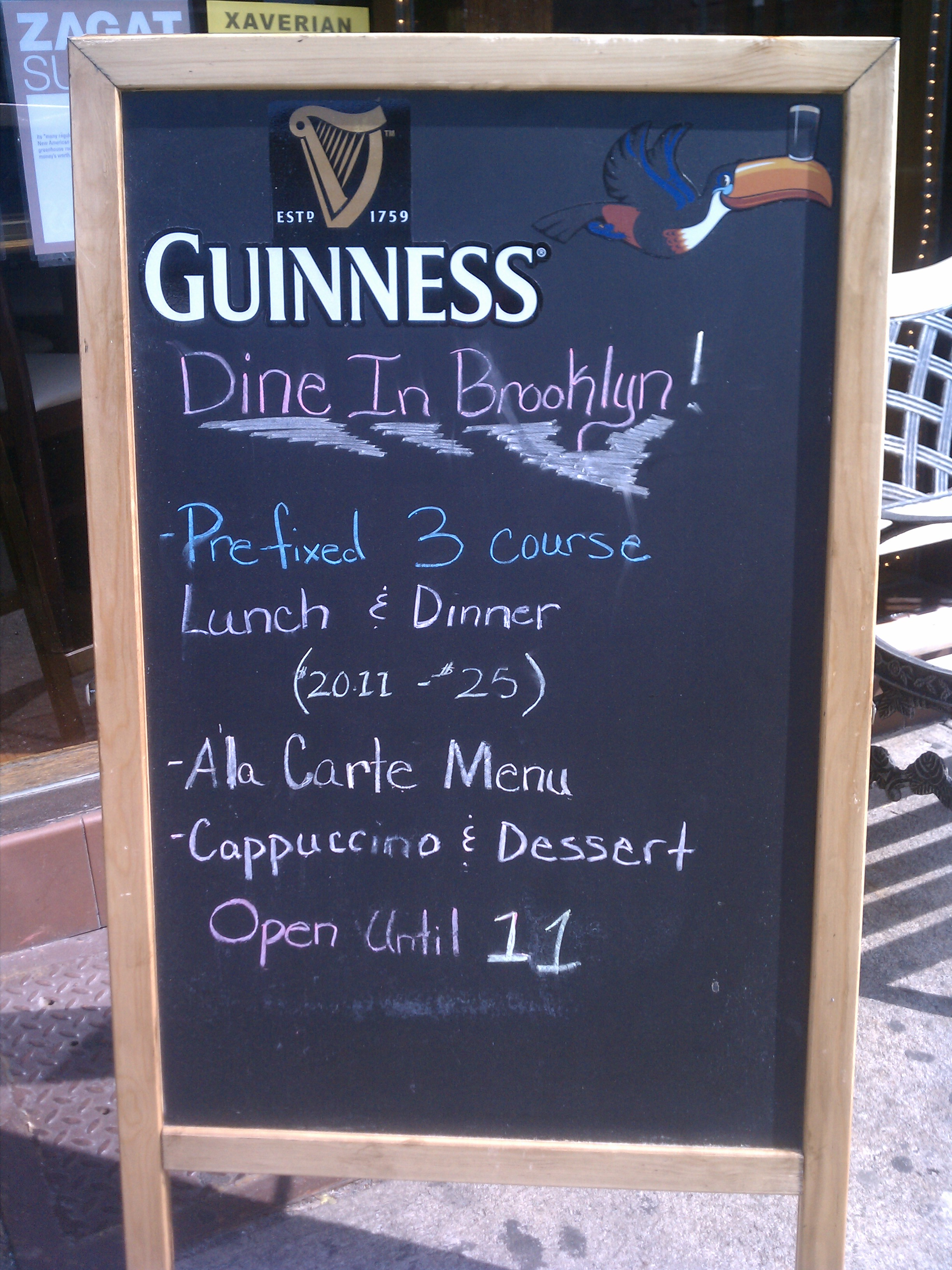
venkovní tabule s menu, three course je tu redukováno na 3course

Eggcorn je pozměněné slovo či fráze, které vznikají záměrným či neúmyslným zkomolením. Nejčastěji jde o odborné termíny, posluchači neznámé, které si při poslechu přetvořil do jemu srozumitelnějších slov. Vzniká tím nová fráze, která v daném kontextu dává zdánlivý smysl. Blízce souvisí s lidovou etymologií, mnoho eggcornů je vytvořeno jako výsledek chybného odvození původu zaslechnutých termínů.

## Etymologie
Anglický termín eggcorn pochází ze spojení egg corn (angl. doslova vaječné zrno). Toto homologické slovo je samo eggcornem, odvozeným od angl. slova acorn (žalud). Termín vytvořil profesor lingvistiky Geoffrey Pullum v září 2003 v reakci na příspěvek Marka Liebermana na lingvistickém komunitním webu Language Log. V tomto článku Lieberman popisoval případ ženy, který používala frázi egg corn místo slova acorn, a poznamenal, že tento specifický typ záměny dosud nemá jméno. Pullum navrhl použít jako označení samotný egg corn.

## Příklady eggcornů v češtině
- expresso – z italského pojmenování typu kávy espresso, příklonem k obecně známějšímu termínu expres
- antidatovat – místo správného antedatovat, užitím běžnější předpony anti-
- zákristie – místo sakristie, užitím české předpony (nejspíš pod vlivem německé výslovnosti)
- víceprezident, vícemistr apod. – místo viceprezident, vicemistr, příklonem k českým slovům jako vícepráce, vícenáklady apod.
- polokošile – chybným pochopením první části slova jako poloviční košile namísto košile na pólo (polo shirt)
- gordon blue – místo cordon bleu (fr. modrá stuha), pojmenování druhu plněného řízku
- protěžovat – místo protežovat (z fr. protégé, viz protekce), příklonem k podobným českým slovům jako vytěžovat, zatěžovat

## Příbuzné jevy
- Lidová etymologie
- Mondegreen